# Anneliese Petautschnig
Anneliese Petautschnig (1957) è un'ex sciatrice alpina austriaca.

## Biografia
Discesista pura, Anneliese Petautschnig agli Europei juniores di Mayrhofen 1975 vinse la medaglia d'argento e in quella stessa stagione 1974-1975 in Coppa Europa fu 3ª nella classifica di specialità; non prese parte a rassegne olimpiche e non ottenne piazzamenti in Coppa del Mondo o ai Campionati mondiali.

## Palmarès

### Europei juniores
- 1 medaglia[1]:
  - 1 argento (discesa libera a Mayrhofen 1975)